# Mancomunitat Comarcal dels Ports
La Mancomunitat Comarcal dels Ports és una mancomunitat de municipis de les comarques dels Ports i el Baix Maestrat creada en 1993 amb seu a Vilafranca.

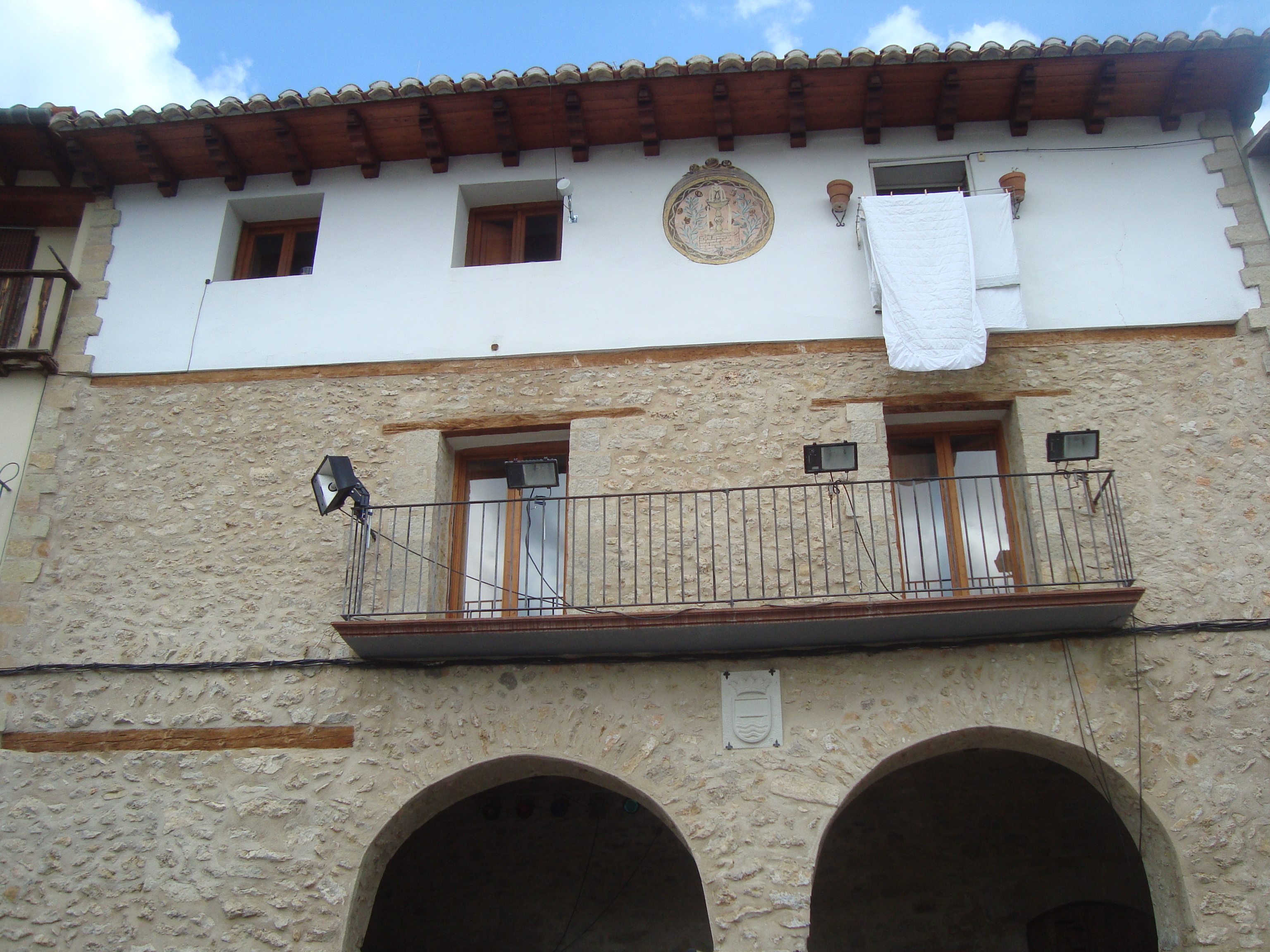
Ajuntament de Palanques

En 2011, discrepàncies amb municipis governats pel PP, provoquen que Portell, la Mata, Todolella, Castellfort, Ares, Sorita, Palanques i Herbers abandonin la Mancomunitat i formin la Mancomunitat dels Pobles Menuts en 2011, que no va tenir activitat,. Els municipis es van anar reincorporant progressivament fins que ho feu Castellfort en 2021.
Està formada per tots los municipis d'Els Ports (Morella, Cinctorres, Forcall, Villores, Olocau, Vallibona, Vilafranca, Portell, Todolella, Castellfort, Ares del Maestrat, Sorita, Palanques i Herbers), a més de la Pobla de Benifassà, i Castell de Cabres (Baix Maestrat); i Ares del Maestrat (Alt Maestrat).
La Mancomunitat està formada per 17 municipis i 7.066 habitants, en una extensió de 1.290,6 km². Des de l'any 2023, la Mancomunitat està presidida per Ivan Guimerà Edo, de Viu Villores i alcalde de Villores.

## Competències de la Mancomunitat Els Ports
Entre les seues funcions estan:
- Defensa del medi ambient i equilibri ecològic.
- Serveis d'assistència i equipament.
- Serveis educatius, culturals, esportius i d'oci.
- Serveis sanitaris.
- Assessorament jurídic, tècnic i administratiu.
- Serveis socials i promoció d'ocupació.
- Promoció i dotació d'atenció turístiques.
- Foment del desenvolupament comercial, industrial, agrícola i ramader.
- Vies de comunicació i transports públics.

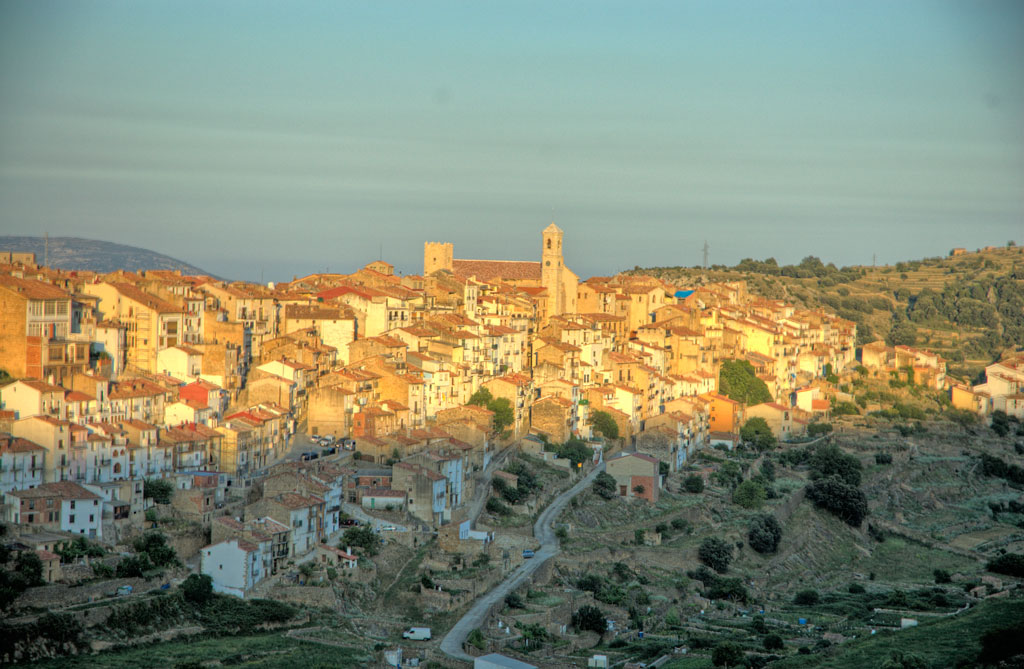
Vista panoràmica de Vilafranca

- Mitjans socials d'informació